# Annales iuvavenses
Gli Annales iuvavenses o Annali di Salisburgo sono una serie di annali scritti nel IX e X secolo a Salisburgo (l'antica Iuvavum romana) nel ducato franco orientale di Baviera. Sono una fonte utile per la Germania sud-orientale e l'Austria, ma sopravvivono solo in frammenti copiati nello scriptorium dell'abbazia di Admont nel XII secolo.
Le registrazioni più antiche sono gli Annales Iuvavenses antiqui, che furono iniziati intorno all'830 e poi continuati fino all'842 e al 976. Insieme agli annali scritti intorno al 1150, che sono conservati nell'Admont codex, essi formano gli Annales Iuvavenses maximi, che sono fonti centrali per la prima storia bavarese-austriaca.
Infine, gli Annales Sancti Ruperti furono compilati alla fine del XII secolo nell'abbazia di San Pietro di Salisburgo. Contengono le registrazioni precedenti, iniziano indipendentemente nel 1180, finiscono nel 1286, e furono poi continuate fino al 1327.
Secondo gli Annales Iuvavenses, nel 920 (in realtà nel 919) i «Baiuarii sponte se reddiderunt Arnolfo duci et regnare eum fecerunt in regno Teutonicorum» («i Bavaresi, con alcuni altri Franchi Orientali, elessero Arnolfo re germanico in opposizione ad Enrico»). Ciò fornisce alcune delle uniche prove del concetto di "regno di Germania" prima della fine dell'XI secolo, ma potrebbe trattarsi di un'interpolazione del XII secolo, come la maggior parte degli studiosi pensa. Gli annali di Salisburgo sono anche l'unica fonte per un tentativo di assassinio di un re Carlomanno incapace da parte dei bavaresi nell'878, la prima menzione medievale di Vienna nell'881, e il luogo della battaglia di Presburgo (Brezalauspurc) contro i magiari nel 907.

## Edizioni
- Monumenta Germaniae Historica Scriptores 9 e 30/2